# Marina Dmitrović
Pour les articles homonymes, voir Dmitrović.
Marina Dmitrović (née le 23 mars 1985) est une joueuse internationale serbe de handball, évoluant au poste d'arrière droite au ŽRK Vardar Skopje.

## Palmarès

### En club
- Championne de Macédoine en 2013 avec ŽRK Vardar Skopje

### En sélection
- 4e au championnat d'Europe en 2012 en Serbie avec la Serbie[1]
- vice-championne du monde en 2013 en Serbie avec la Serbie[2]